# Eric Pearce
Eric Robert Pearce (* 29. Oktober 1931 in Jabalpur) ist ein ehemaliger australischer Hockeyspieler. Er gewann mit der australischen Nationalmannschaft eine olympische Bronzemedaille 1964 und eine olympische Silbermedaille 1968.

## Sportliche Karriere
Als Indien 1947 selbstständig wurde, zogen viele englischstämmige Familien aus Indien fort. Die Familie Pearce zog nach Western Australia. Von den fünf Söhnen hatten die vier älteren das Hockeyspiel in Indien gelernt, nur Julian als Jüngster lernte das Spiel erst in Australien. Cec, Mel, Eric und Gordon und Julian spielten alle international für Australien und bis auf Cec, den ältesten, traten alle bei Olympischen Spielen an. Die vier älteren Brüder spielten im Sturm, Julian war Verteidiger.
Als 1956 die Olympischen Spiele in Melbourne ausgetragen wurden, nahm erstmals auch eine australische Mannschaft teil. Mit Mel, Eric und Gordon Pearce waren drei der Brüder im Aufgebot. Die Australier belegten in der Vorrunde den zweiten Platz hinter den Briten und belegten dann in der Platzierungsrunde den fünften Platz in der Gesamtwertung.
Bei den Olympischen Spielen 1960 in Rom belegten die Australier in der Vorrunde den zweiten Platz hinter der Mannschaft Pakistans. Im Viertelfinale unterlagen die Australier der indischen Mannschaft nach Verlängerung, am Ende belegten die Australier den sechsten Platz.
Bei den Olympischen Spielen 1964 in Tokio gewannen die Australier in der Vorrunde vier Spiele und unterlagen den Mannschaften aus Kenia und Pakistan. Als Gruppenzweite trafen sie im Halbfinale auf den Gruppensieger der anderen Vorrundengruppe und verloren mit 1:3 gegen die indische Mannschaft. Im Spiel um Bronze bezwangen die Australier die Spanier mit 3:2.
Vier Jahre später wurden die Australier auch bei den Olympischen Spielen 1968 in Mexiko-Stadt in der Vorrunde Zweite hinter Pakistan. Wieder trafen sie im Halbfinale auf die indische Mannschaft, die Australier siegten mit 2:1 nach Verlängerung. Im Finale unterlagen die Australier mit 1:2 gegen Pakistan.
Eric Pearce erzielte bei seinen vier Olympiateilnahmen 17 Tore, darunter fünf Tore in einem Spiel gegen Japan 1960. Eric Pearce wurde 1985 in die Sport Australia Hall of Fame aufgenommen. Seine Tochter Colleen Pearce war 1984 Olympiateilnehmerin im Hockey.